# Hästsjön, Västergötland
Hästsjön är en sjö i Alingsås kommun i Västergötland och ingår i Göta älvs huvudavrinningsområde. Sjön är 7,1 meter djup, har en yta på 0,004 kvadratkilometer och är belägen 159 meter över havet.